# Ultrassonografia vaginal

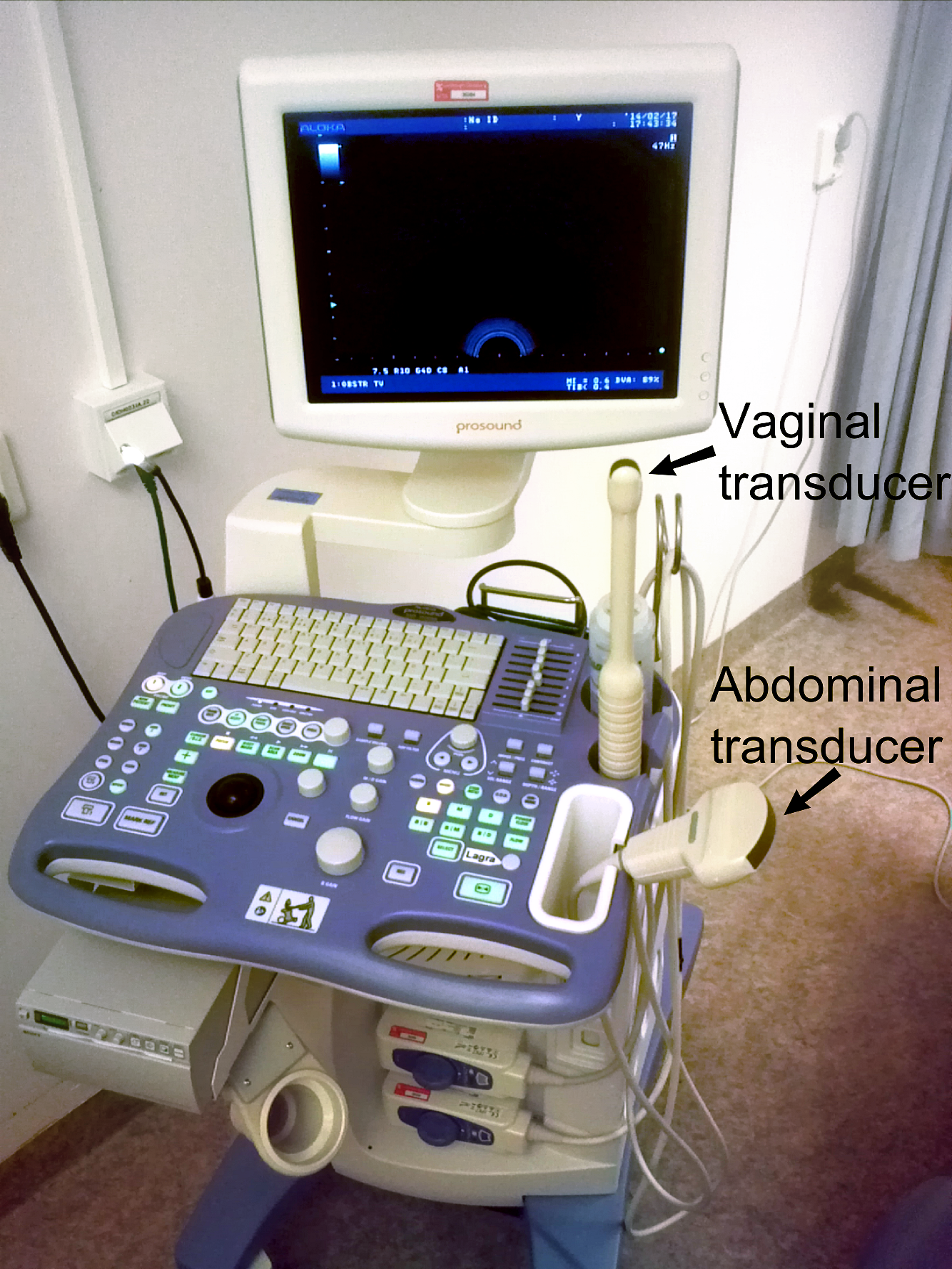
Dispositivo para ultrassonografia vaginal e abdominal

A ultrassonografia vaginal é uma ultrassonografia médica que aplica um transdutor de ultrassom (ou "sonda") na vagina para visualizar órgãos dentro da cavidade pélvica . Também é chamada de ultrassonografia transvaginal porque as ondas de ultrassom atravessam a parede vaginal para estudar tecidos através dela. 

## Usos

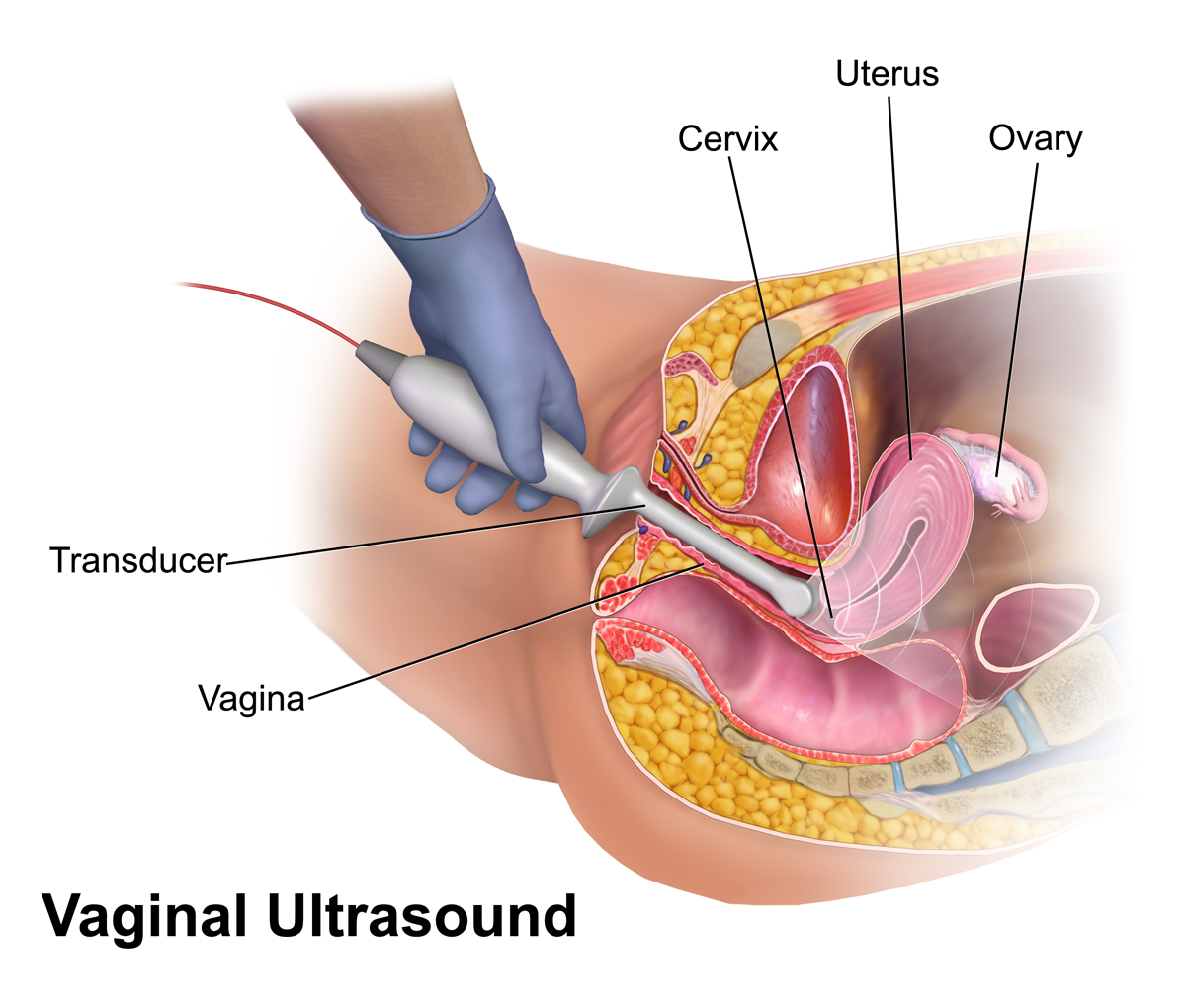
Procedimento de ultrassonografia transvaginal

A ultrassonografia vaginal é utilizada tanto como meio de ultrassonografia ginecológica quanto como meio de ultrassonografia obstétrica . É preferível à ultrassonografia abdominal no diagnóstico de gravidez ectópica.  Também pode ser usada para avaliar pacientes com sangramento vaginal do pós-menopausa. A descoberta na ultrassonografia transvaginal dum revestimento endometrial fino dá ao médico um valor preditivo negativo de 99% de que a paciente não tem câncer endometrial.  Se uma paciente apresenta uma amostragem endometrial anterior que foi inconclusiva, então uma ultrassonografia transvaginal pode ser usada para triagem de uma mulher com sangramento pós-menopausa. A ultrassonografia transvaginal é considerada um procedimento invasivo; ao contrário da ultrassonografia transabdominal convencional, a sonda é inserida no interior da vagina. Esta pequena sonda (com pouco mais de 1 cm de diâmetro), revestida com material descartável, é inserida na vagina com gel ultrassónico, permitindo uma entrada fácil e indolor. A ecografia transvaginal é realizada por um ginecologista ou outro profissional médico qualificado; pede-se à doente que urine antes do exame e, uma vez que a bexiga esteja vazia, é colocada sobre uma mesa de exame em posição ginecológica. O exame é concluído em poucos minutos, caso não sejam necessários exames adicionais.